# Stražgonjca
Stražgonjca (nemško Straßgang) je vas v Občini Kidričevo na severovzhodu Slovenije. Nahaja se v tradicionalni pokrajini Štajerska in spada v Podravsko statistično regijo. Leži severnovzhodno od Pragerskega, skoznjo pa teče potok Črnec.